# Kristallens Schackklubb
Kristallens Schackklubb bildades 1931 i kvarteret Kristallen på Södermalm i Stockholm.
Bland tidigare medlemmar märks flerfaldige svenske mästaren Axel Ornstein samt Eric Arnlind, som under flera decennier tillhörde världseliten i korrespondensschack.
Kristallens damlag blev svenska mästare år 2005 och 2010.